# Conferência do Episcopado Mexicano
A Conferência do Episcopado Mexicano (em castelhano:  Conferencia del Episcopado Mexicano) (CEM) é a conferência episcopal dos bispos da Igreja Católica no México e, portanto, serve como a principal assembleia dos prelados cristãos neste país.
É o corpo colegiado dos Bispos mexicanos que, sem diminuir a responsabilidade de cada bispo no âmbito da sua diocese, favorece a promoção e tutela da fé e dos costumes, tradução do livros litúrgicos, promoção e formação das vocações sacerdotais, preparação de materiais para a catequese, promoção e tutela das universidades católicas e outras instituições educativas, empenho ecuménico, relações com as autoridades civis, defesa da vida humana, paz, direitos humanos, promoção da justiça social e utilização dos meios de comunicação social para a evangelização.

## Presidentes
- Ramón Castro Castro (desde 2024)
- Rogelio Cabrera López (2018 - 2024)
- Francisco Robles Ortega (2012 – 2018)
- Carlos Aguiar Retes (2006 – 2012)
- José Guadalupe Martín Rábago (2003 – 2006)
- Luis Morales Reyes (1997 – 2003)
- Sergio Obeso Rivera (1994 – 1997)
- Adolfo Antonio Suárez Rivera (1988 – 1994)
- Sergio Obeso Rivera (1982 – 1988)
- Ernesto Corripio y Ahumada (1980 – 1982)
- José Salazar López (1973 – 1980)
- Ernesto Corripio y Ahumada (1967 – 1973)
- Octaviano Márquez y Tóriz (1963 – 1967)
- José Garibi y Rivera (1960 – 1963)
- Octaviano Márquez y Tóriz (1958 – 1960)